# 第24屆金馬獎
第24屆金馬獎是由中華民國官方主辦的國產電影評選活動，為1987年台灣與華語電影業界的年度盛事之一，以表揚1987年度傑出華語電影與電影人所舉辦。頒獎典禮於台灣時間10月29日晚上7時在台北市立社會教育館舉行，由張小燕、陶大偉擔任主持人。該屆頒獎典禮由華視負責製播，於晚上9時全程實況轉播。

## 主辦、協辦單位
- 金馬獎工作委員會
- 中華民國電影事業發展基金會
- 中華電視公司
- 行政院新聞局

## 報名事宜
- 凡持有去年7月1日至今年8月31日期間「准演執照」，且未參加去年金馬獎的國片，都具報名資格[2]。
- 未領准演執照的影片，如果不在9月21日前向行政院新聞局電影事業處提出申請檢查，將會不及領取執照參加金馬獎[3]。
- 絕不延長報名期限，為表示公正、公平，以避免傳言金馬獎為等某部影片而延期[3]。

## 舉辦過程
- 本屆金馬獎工作委員會於1987年6月11日成立，由葛香亭擔任主任委員[4]。
- 本屆金馬獎於1987年8月1日起受理報名[5]，於8月31日截止報名[6]。
- 本屆金馬獎評審委員名單於1987年8月20日公布[7]。
- 本屆金馬獎評審工作於1987年9月1日起展開[7]。
- 本屆金馬獎入圍名單於1987年9月16日下午公布[8]。
- 頒獎典禮於台灣時間10月29日晚上7時在台北市社教館舉行[1]

## 典禮安排
- 本屆主持人由張小燕、陶大偉兩人擔任[1]。
- 本屆金馬獎頒獎典禮由中華電視公司負責策畫，並安排表演節目[1]。
- 金馬獎主題曲「金馬奔騰」，在管弦樂聲中拉開序幕[9]。隨後穿插四種表演節目，首先由楊烈、原野三重唱、鄒美儀等人以接力方式演出「花團錦簇」。趙舜、林小樓、歪妹演出「蒙太奇」，表演一段默片，而後走出銀幕外，在舞台上表演默劇；另外，潘越雲、香港歌星瑪麗亞則演唱本屆的「最佳入圍電影插曲」，應邀嘉賓葉蒨文因故未能出席。還有「電影街」，由庾澄慶編歌，顧寶明、李國修以短劇配合歌舞穿插表演[1][10]。

## 入圍暨得獎名單
下列之標記為該獎項之得獎者。
壹、影片獎項

### 最佳卡通片
貳、個人獎項

### 最佳改編音樂
參、特別獎項

## 多項提名及得獎

### 多項提名
下列8部電影獲得多項提名。
| 提名數量 | 電影名稱       | 提名獎項                                                                                               |
| -------- | -------------- | --- |
| 8        | 《稻草人》     | 最佳劇情片、最佳導演、最佳男配角、最佳女配角、最佳原著劇本、最佳攝影、最佳美術設計、最佳錄音           |
| 8        | 《倩女幽魂》   | 最佳劇情片、最佳男配角、最佳改編劇本、最佳剪輯、最佳美術設計、最佳服裝設計、最佳原著音樂、最佳電影插曲 |
| 6        | 《胭脂扣》     | 最佳劇情片、最佳女主角、最佳攝影、最佳剪輯、最佳美術設計、最佳服裝設計                                 |
| 6        | 《流氓大亨》   | 最佳劇情片、最佳導演、最佳男主角、最佳女主角、最佳原著劇本、最佳攝影                                   |
| 4        | 《桂花巷》     | 最佳劇情片、最佳女配角、最佳原著音樂、最佳電影插曲                                                     |
| 2        | 《衛斯理傳奇》 | 最佳服裝設計、最佳錄音                                                                                 |
| 2        | 《芳草碧連天》 | 最佳男配角、最佳原著劇本                                                                               |
| 2        | 《白色酢漿草》 | 最佳女主角、最佳改編劇本                                                                               |

### 得獎統計
其中3部電影獲得多項獎項（僅計入正式競賽獎項）。
| 得獎數量 | 電影名稱       | 得獎獎項                                         |
| -------- | -------------- | ------------------------------------------------ |
| 4        | 《倩女幽魂》   | 最佳男配角、最佳改編劇本、最佳剪輯、最佳服裝設計 |
| 3        | 《稻草人》     | 最佳劇情片、最佳導演、最佳原著劇本               |
| 3        | 《胭脂扣》     | 最佳女主角、最佳攝影、最佳美術設計               |
| 1        | 《流氓大亨》   | 最佳男主角                                       |
| 1        | 《桂花巷》     | 最佳電影插曲                                     |
| 1        | 《期待你長大》 | 最佳女配角                                       |
| 1        | 《喜寶》       | 最佳錄音                                         |
| 1        | 《尼羅河女兒》 | 最佳原著音樂                                     |
| 1        | 《惜墨》       | 最佳紀錄片                                       |

## 爭議事件
- 梁家輝因曾兩度前往大陸拍片，遭港九自由總會取消自由影人身分。觀察限制要等1987年10月2日才告屆滿[12]。由於不能及時恢復自由影人身分，差點導致與林青霞主演的《奪命佳人》一片無法獲准提前送審。最後雖然自由總會提前解除限制及時送審並報名參展，卻不受評審青睞而未能入圍[13]。

## 幕後花絮
- 第32屆亞太影展頒獎典禮於台灣時間1987年10月31日晚上7日在國父紀念館舉行，即本屆金馬獎的隔天舉行，由中視負責錄製並實況轉播[14]。

## 外部連結
- 第24屆金馬獎名單 （页面存档备份，存于）（繁體中文）
- 電影金馬獎頒獎典禮 （页面存档备份，存于）（繁體中文）
- 金馬獎頒獎典禮 （页面存档备份，存于）（繁體中文）
- 國家電影中心圖書館-第二十四屆金馬獎頒獎典禮
- 時光網-第24届台湾电影金马奖 （页面存档备份，存于）